# Шкала Торіно

Шкала Торіно

Шкала́ Торі́но (Тури́нська шкала) — шкала для оцінки ступеня небезпеки, пов'язаної з навколоземними небесними тілами (такими як астероїди чи комети).
Величина небезпеки за шкалою Торіно визначається виходячи з кінетичної енергії та імовірності зіткнення. Застосовують лише цілі числа від 0 до 10:
- 0 означає, що ймовірність зіткнення тіла з Землею настільки мала, що перебуває в межах похибки спостережень, або ж тіло надто мале, щоб пролетіти крізь атмосферу Землі незруйнованим.
- 10 означає, що зіткнення дуже імовірне, і воно призведе до глобальних наслідків.

Формально шкала Торіно визначена лише для зіткнень протягом майбутнього сторіччя. Зіткнення, що вже сталися, або ті, які можуть статися більше ніж через сто років, за цією шкалою не оцінюються.
На відміну від подібної, але складнішої шкали Палермо, оцінка має дещо суб'єктивний характер.
За словами автора, система оцінки подібна до шкали Ріхтера для оцінки землетрусів.

## Історія
Шкалу було створено професором Річардом Бінзелем (англ. Richard P. Binzel) з відділу земних, атмосферних та планетарних наук Массачусетського технологічного інституту. Перша версія мала назву «Індекс небезпеки об'єктів, що зближуються з Землею» й була оприлюднена на конференції ООН 1995 року та в подальшому опублікована в матеріалах конференції.
Уточнену та оновлену версію «Індексу небезпеки» було подано на міжнародній конференції з навколоземних об'єктів, що відбулася в червні 1999 року в Турині (Італія). Учасники схвалили оновлену версію та дали їй назву «шкала Торіно», особливо відзначивши дух міжнародного співробітництва, виявлений під час конференції, і спрямування дослідницьких зусиль на розуміння небезпеки від навколоземних об'єктів.
Деякі засоби масової інформації приділяли надмірну увагу близькому проходженню небесних об'єктів біля Землі, зокрема астероїду 2003 QQ47, що на короткий час після відкриття отримав оцінку 1, хоча одразу було відомо, що зіткнення практично неможливе. Критики навіть стверджували, що шкала призначена для залякування людей. У зв'язку з цим, для кращого інформування суспільства про ризики, 2005 року було опубліковано змінену шкалу. Зокрема, пояснення для рівнів 2-4 було змінено із «заслуговують уваги» на «заслуговують уваги астрономів» (тобто, немає необхідності в публічності).

## Опис
| Ризику немає (біла зона)                                             | Ризику немає (біла зона) |
| -------------------------------------------------------------------- | --- |
| 0.                                                                   | Імовірність зіткнення нульова або настільки низька, що її можна вважати нульовою. Також стосується невеликих об'єктів, які згоряють в атмосфері, і метеоритів, що досягають поверхні Землі, але надзвичайно рідко призводять до пошкоджень. |
| Нормальна (зелена зона): Події, що заслуговують обережної перевірки. | |
| 1.                                                                   | Пересічне відкриття космічного об'єкта, що проходить поблизу Землі, рух якого не становить загрози. Поточні розрахунки свідчать, що шанс зіткнення надзвичайно низький і немає ніяких підстав для загострення суспільної уваги. Нові спостереження швидше за все призведуть до призначення цій події рівня 0.                                                                |
| Заслуговують уваги астрономів (жовта зона).                          | |
| 2.                                                                   | Відкриття, що можуть призвести до програми розширених досліджень, тому що об'єкт проходить дещо ближче від Землі, хоча не становить собою чогось надзвичайного. Поки що заслуговує уваги астрономів, немає причин для хвилювання та загострення суспільної уваги, оскільки зіткнення малоймовірне. Нові спостереження швидше за все призведуть до призначення події рівня 0. |
| 3.                                                                   | Тісне зближення, заслуговує уваги астрономів. Поточні розрахунки свідчать про шанс 1 % або більше, що зіткнення може спричинити місцеві руйнування на поверхні Землі. Однак, імовірніше, що нові спостереження призведуть до призначення події рівня 0. Заслуговує уваги суспільства й представників влади, якщо зближення відбудеться протягом найближчого десятиріччя.     |
| 4.                                                                   | Тісне зближення, заслуговує уваги астрономів. Поточні розрахунки свідчать про шанс 1 % або більше, що зіткнення може спричинити регіональні руйнування. Однак, імовірніше, що нові спостереження призведуть до призначення події рівня 0. Заслуговує уваги суспільства й представників влади, якщо зближення відбудеться протягом найближчого десятиріччя.                   |
| Загроза (помаранчева зона).                                          | |
| 5.                                                                   | Тісне зближення, що становить серйозну, але остаточно не визначену загрозу регіонального спустошення. Надзвичайна увага астрономів необхідна для остаточного визначення: відбудеться зіткнення чи ні. Якщо зіткнення відбудеться протягом найближчих десяти років має бути гарантована розробка державних планів усунення загрози.                                           |
| 6.                                                                   | Тісне зближення з великим об'єктом, що становить серйозну, але остаточно не визначену загрозу глобальної катастрофи. Надзвичайна увага астрономів необхідна для остаточного визначення відбудеться: зіткнення чи ні. Якщо зіткнення відбудеться менш, ніж за три десятиріччя, має бути гарантована розробка державних планів усунення загрози.                               |
| 7.                                                                   | Дуже тісне зближення з великим об'єктом, яке має відбутися протягом сторіччя, та несе безпрецедентну, але остаточно не визначену загрозу глобальної катастрофи. Для таких загроз у поточному столітті має бути гарантованим міжнародне планування на випадок надзвичайної ситуації, особливо термінове визначення та підтвердження: відбудеться зіткнення чи ні.             |
| Вірогідні зіткнення (червона зона)                                   | |
| 8.                                                                   | Вірогідне зіткнення, здатне викликати місцеві руйнування (у разі падіння на суші) або цунамі (якщо падіння відбудеться неподалік берега). Такі події настають десь раз на сто чи на тисячу років. |
| 9.                                                                   | Вірогідне зіткнення, здатне викликати безпрецедентне спустошення цілого регіону у разі падіння на суші або велике цунамі у випадку падіння в океан. Такі події стаються у середньому раз на 10 000 — 100 000 років. |
| 10.                                                                  | Вірогідне зіткнення, здатне викликати глобальну кліматичну катастрофу, що загрожує майбутньому цивілізації, незалежно від того, де станеться падіння — в океані чи на поверхні суші. Такі події настають рідше, ніж раз на 100 000 років (у середньому). |

## Об'єкти з оцінкою Торіно
- Астероїд 2004MN4 Апофіс спочатку отримав за шкалою Торіно оцінку 2, яку потім було підвищено до 4. Це найвищий рейтинг, який взагалі було присвоєно. У подальшому оцінку небезпеки було знижено спочатку до одиниці, а потім — до нуля[3].
- Астероїд 2007 VK184 мав оцінку ризику 1[4]. За станом на 28 серпня 2009 року він був єдиним об'єктом, рейтинг якого відрізнявся від нульового.